# Egon Hostovský
Egon Hostovský, född 23 april 1908 i Hronov, död 7 maj 1973 i Montclair, New Jersey, var en tjeckisk författare.
Egon Hostovský var fram till 1937 litterär rådgivare vid tjeckiska förlag, varefter han inträdde i utrikesministeriet. Vid tyskarnas ockupation av Tjeckoslovakien 1939 flydde Hostovský och kom efter en tid till USA men återvände till Tjeckoslovakien efter andra världskrigets slut. 1948 knöts han till den tjeckiska legationen i Oslo, blev chef för legationen som chargé d'affaires men avgick 1949, då han inte ansåg sig kunna representera den nya regimen i Tjeckoslovakien. Hostovský, som mottagit avgörande intryck av författare som Fjodor Dostojevskij, Karel Čapek och Franz Kafka, skrev en rad romaner och noveller, där han med psykologisk sensibilitet tecknade komplicerade gestalter, vanligen upptagna av samtidsproblem. Hans viktigaste arbeten är Den förlorade skuggan (1930), Fallet professor Körner (1932), Den svarta ligan (1933), som handlar om en ensam gosses uppväxtår och uppror, Brandfacklan (1935), Det herrelösa huset (1937), De tre gamla männen (1938), Brev från landsflykten (1941), Sju gånger i huvudrollen (1942, svensk översättning 1946), en fantastisk roman med motiv ur intellektuella kretsar i Prag under åren före den tyska ockupationen, Under jorden (1943), Rum önskas hyra (1947), vars handling utspelas i New York efter andra världskriget och Ensamma upprorsmän (1948).